# 辛紹先
辛 紹先（しん しょうせん、生年不詳 - 489年）は、北魏の人物。本貫は隴西郡狄道県。

## 経歴
西涼の驍騎将軍の辛淵の子として生まれた。北魏の太武帝が北涼を滅ぼすと、紹先は晋陽に移住した。游明根・盧度世・李承らと交友関係を結んだ。父の喪に服して、3年のあいだ甘味を口にせず、頭を洗わず櫛も入れないでいたところ、その髪は全て抜け落ちた。中書博士から神部令に転じた。469年（皇興3年）、南朝宋の徐州刺史の薛安都が北魏に帰順すると、紹先は下邳郡太守に任じられ、寧朔将軍の位を加えられた。南朝宋の陳顕達・蕭道成・蕭順之らの侵攻があったときも、蕭道成は紹先をはばかって下邳郡への侵入を避け、呂梁に駐屯した。489年（太和13年）、紹先は郡で死去した。冠軍将軍・并州刺史・晋陽公の位を追贈された。諡は恵といった。

## 子女
- 辛鳳達（京兆王常侍、子の辛祥が知られた）
- 辛穆（450年 - 526年、字は叔宗、平原相、征虜将軍・太中大夫）

## 伝記資料
- 『魏書』巻45 列伝第33
- 『北史』巻26 列伝第14